# Anttis

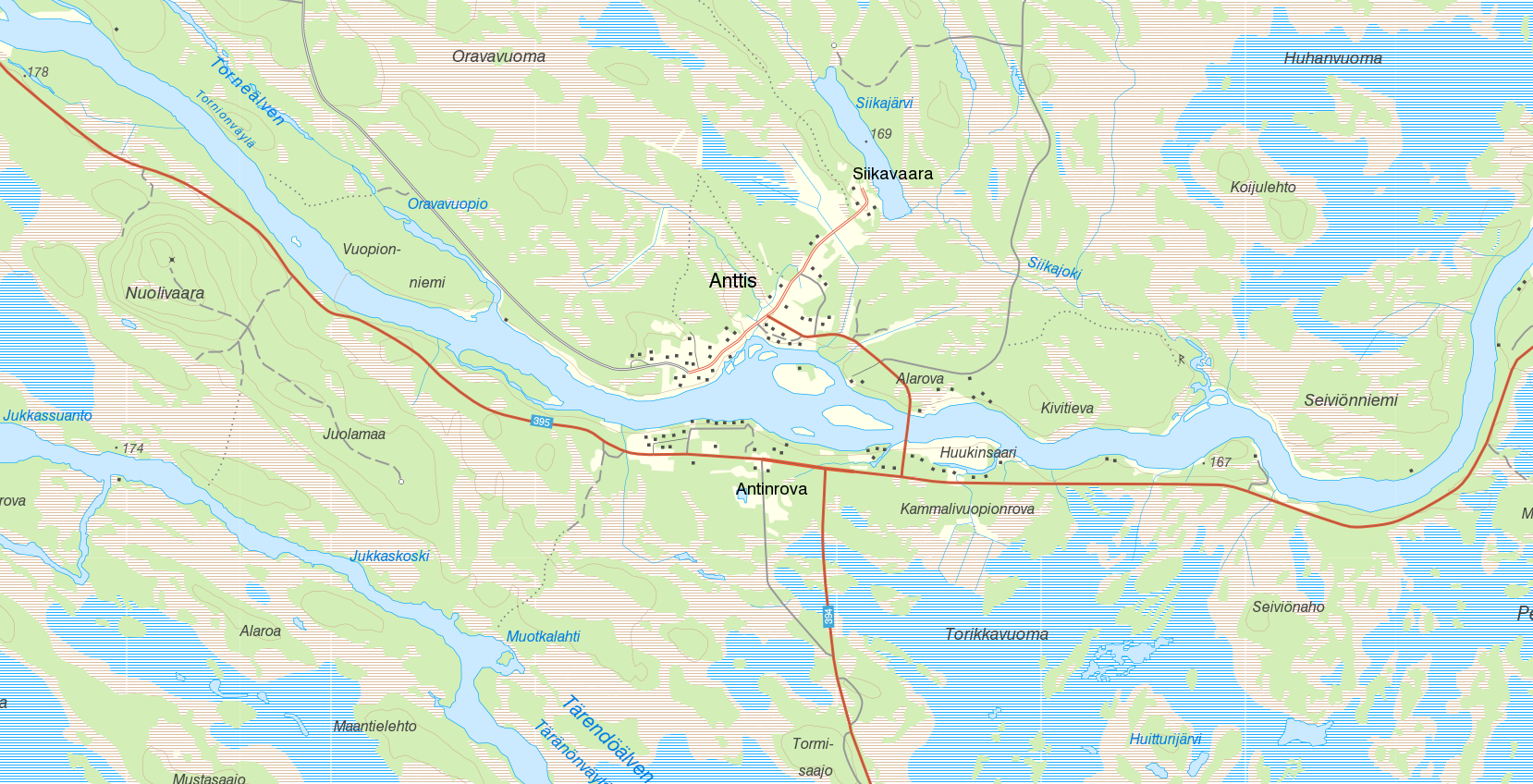
Karta över Anttis.

Anttis är en by i Pajala kommun i Norrbottens län. Byn ligger vid Torne älv, cirka 30 kilometer nordväst om Pajala, cirka 13 kilometer sydost om Lovikka. Den är belägen intill länsväg BD 885. 
Anttis grundades ett par år före 1621 av den skogsfinske nybyggaren Anders Persson Karvonen från Pajala som var son till skogsfinske nybyggaren Per (Pålsson) Karvonen nämnd 1596–1624. Familjen koloniserades från Pyhäjärvi kommun i Finland. Byn, som tidigare även kallades "Antinkylä" och "Anttikarvo", är uppkallad efter grundaren.
I augusti 2020 fanns det enligt Ratsit 68 personer över 16 år registrerade med Anttis som adress.